# Lychnophoriopsis
Lychnophoriopsis är ett släkte av korgblommiga växter. Lychnophoriopsis ingår i familjen korgblommiga växter.
Kladogram enligt Catalogue of Life:
| Lychnophoriopsis | \| \| Lychnophoriopsis candelabrum \| \| \| \| \| \| Lychnophoriopsis damazioi \| \| \| \| \| \| Lychnophoriopsis hatschbachii \| \| \| \| \| \| Lychnophoriopsis heterotheca \| \| \| \| |
|                  | \| \| Lychnophoriopsis candelabrum \| \| \| \| \| \| Lychnophoriopsis damazioi \| \| \| \| \| \| Lychnophoriopsis hatschbachii \| \| \| \| \| \| Lychnophoriopsis heterotheca \| \| \| \| |
|                  | Lychnophoriopsis candelabrum |
|                  | |
|                  | Lychnophoriopsis damazioi |
|                  | |
|                  | Lychnophoriopsis hatschbachii |
|                  | |
|                  | Lychnophoriopsis heterotheca |
|                  | |